# カボチャ陳情団
カボチャ陳情団（カボチャちんじょうだん）は、1924年（大正13年）に存在した日本の民間団体の通称。北海道における鉄道省石北線（現：北海道旅客鉄道石北本線）上川駅 - 遠軽駅間の着工無期延期に際し、北海道遠軽村（現在の遠軽町域に相当）から延期の撤廃と工事再開を求めて上京し、国会や各界の有力者たちに陳情を行なった。鉄道無くしてはカボチャしか食べられない貧しい日々が続くことを知らしめるため、地元産のカボチャを弁当として持参して活動していたことから、マスコミなどからこの名で呼ばれ、日本全国で大きな話題となった。

## 上川 - 遠軽間鉄道計画の経緯

### 大正初期における鉄道網の状況
上川から遠軽にかけての鉄道は、1896年（明治29年）に当時北海道庁鉄道建設部長であった田辺朔郎らの一行が敷設調査を行っているが（天幕駅#田辺朔朗と三次郎を参照）、1913年（大正2年）の時点にあっても、北海道の道央方面と道東各地を結ぶ鉄道は、一旦旭川まで北上し、旭川から現在の富良野線を経由し下富良野（現：富良野）に出てから、のちの根室本線を経て帯広、釧路へ至るルート、途中の池田で分岐する網走本線により、陸別などを経由して野付牛（現：北見）、網走に至るルートがあるのみであった。
しかし同年に札幌と道東方面を短絡する釧路本線（現：根室本線）滝川駅 - 下富良野駅間が開通したことで旭川駅の利用客は半減し、旭川名物の売上も約3分の1に減るなど、旭川は経済的に大打撃を被った。

### 建設運動と建設の承認
そこで旭川では危機を脱するため、旭川と北見地方を短絡する鉄道路線を建設させるべく「開発期成同盟」が設立された。折しも1916年（大正5年）には湧別軽便線（のちの名寄本線の一部。1989年廃止）が下湧別（のちの湧別）へ延伸したことで、同盟は旭川と名寄経由でつながった遠軽（のちの遠軽村）での参加を呼び掛けた。この遠軽で同盟参加を求められた1人が、同地の農場管理人である市原多賀吉であった。
当時、遠軽は交通の便が悪く、生活物資の調達、役場への各種の届けなど日常生活においても、40キロメートルもの距離を徒歩か馬で往復することを強いられており、交通の便利な地へ転出する者が後を絶たない状況にあった。特に、西方にある白滝地域は農耕地が広大で、多くの入植者たちにより開墾されていたが、鉄道が無いために農作物の運搬費がかさみ、農民たちの努力も採算がとれずにいた。
市原は「人のため、社会のため」を座右の銘とし、青年時代から地方振興に強い関心を抱いていた。市原は、遠軽と旭川が鉄道で直接繋がれば移動時間が4時間近く短縮され、物価も安くなり、オホーツク開発の活性化にも繋がると見て、地元住民たちと共に「鉄道速成期成会」を結成し、111名分の署名と共に嘆願書を国会に提出した。
こうして地元住民たちが国を動かし、1920年（大正9年）に石北線上川駅 - 遠軽駅間の鉄道工事が承認された。地元住民は、これにより農産物が高く売れ、物が安く買え、米が買えずにカボチャばかり食べていた生活からも解放されると、大いに喜んだ。

### 工事の延期
しかし1923年（大正12年）に関東大震災が発生し、東京は未曽有の被害に見舞われた。この事態に対して、首都圏の災害復旧は国にとって最大の優先事項となった。その代償としてあらゆる事業が延期され、莫大な国費が見込まれる石北線着工も例外ではなかった。この政策には、かねてからの第一次世界大戦後の深刻な不況も背景にあった。
1924年（大正13年）遠軽地域に、石北線工事無期延期の報せが舞い込んだ。鉄道工事の承認の喜びに沸いていた遠軽の人々は、国で承認されたはずの鉄道工事が覆されたことに、大きな衝撃を受けた。中には、明治から大正にかけて親子2代で鉄道建設を願い続けた人々もおり、工事延期に対する落胆は、筆舌に尽くしがたいものであった。

## カボチャ陳情団

### 陳情団の結成
遠軽の人々は、石北線工事が延期されれば、自分たちはいつまでも貧しい生活を強いられ続けるとして、この延期案を地方の発展を侵害する重大な問題と捉えた。そして国会に行って直訴すべく、陳情団の結成を決意した。
上京資金は全額を会費で賄うことはできず、1人あたり50円が自己負担となり、それを払う勇気を持つ者が、有志として上京することになった。当時の50円は小学校教員の初任給に匹敵する大金であり、一家庭からの捻出は決して容易ではなかった。それでもこの一大事に対し、遠軽、丸瀬布、白滝の各村から52名もの有志が、自発的に参加を名乗り出た。団長には、当時42歳の市原が任じられた。

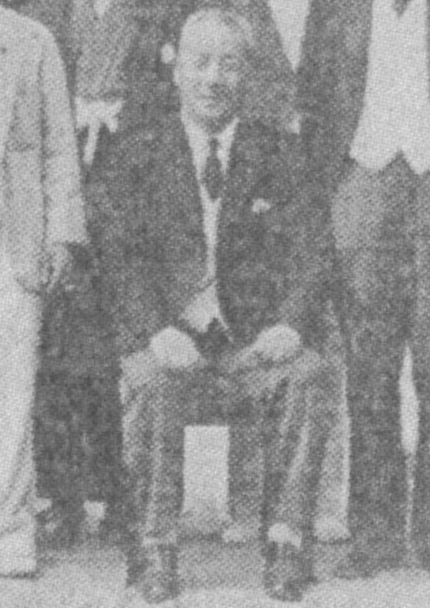
水谷政次郎。1931年（昭和6年）8月24日のマルキパン関係者の記念写真より。

市原が管理していた農場の1つに、当時の日本国内で有名なパンのブランドであるマルキパンの農場があった。マルキパンの創業者、「東洋のパン王」といわれた大阪の水谷政次郎（1877年〈明治10年〉1月24日 - 1952年〈昭和27年〉2月27日）が、石北線の開通を見込んで、パン製造の原料確保のために沿線付近に開設したものである。鉄道が無ければそれらの農場は無意味となり、石北線着工の延期は水谷にとっても死活問題であった。市原らの上京計画を知った水谷は、彼らの自己負担での上京を取りやめさせ、水谷自らが旅費の全額負担を申し出た。その額は1万円であり、全員分の旅費を賄うどころか、その倍以上にも昇る大金であった。市原は意外な形で支援を得ることができ、水谷に大いに感謝し、陳情の成功を約束した。

### 陳情団の出発
同1924年11月10日、市原を始めとする陳情団は、地元住民たちの期待を背にして遠軽を発った。まず札幌に向かい、鉄道局、北海道庁、政治家たちに石北線の早期開通を陳情した。さらに上京し、3日かけて東京を目指した。当時の東京への旅程は決して短くはなかったが、郷里に鉄道を敷こうとする彼らの熱意は、その長い旅程を苦とはしなかった。鉄道開通の約束を取り付けるまでは、決して帰郷しない覚悟であった。
その頃、警視庁は陳情団の動きを察知し、上京を中止させるよう遠軽へ連絡を入れていた。関東大震災からまだ日が浅く、東京には家も仕事も無い人々が大勢いるという不穏な社会情勢の中、政府への不満要素が増えることを恐れていたのである。しかし陳情団はすでに遠軽を発ち、上京は目前であった。やむを得ず警視庁は、陳情団が旅費節約のために寺を宿舎に用いたいとの依頼が来るや、一同の足止めのためにそれを断った。

### 東京での陳情活動
東京に到着した陳情団は、寺に宿泊を断られても諦めることなく、新宿の安宿に陣取った。一同は到着後、長旅の疲労を癒す暇も惜しんで活動を開始した。郷里の遠軽では一同の応援として、貨物列車を借りきって、食料としてカボチャを大量に積んで送っており、すでに宿には大量のカボチャが届いていた。一同は水谷により十分に金銭的な支援を受けていたが、宿代の節約のために寺を利用しようとしたことと同様、食費の出費も惜しみ、そのカボチャを宿で煮て弁当箱に詰め、陳情の幟を掲げて活動し始めた。

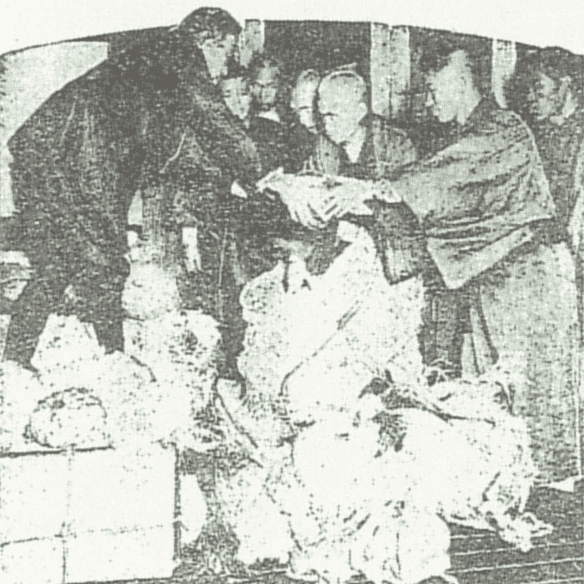
宿泊先でカボチャを受け取る陳情団を報じた新聞記事。東京朝日新聞、1924年11月14日。

陳情団一同はカボチャ弁当を腰に提げ、鉄道省を始め、国会、政治家の政党本部、その他の関係機関を連日訪れた。鉄道が無ければ一同は貧困を強いられ、毎日カボチャばかり食べるしかないと、カボチャを携えた姿によって訴えた。「食事がカボチャばかりでは、陳情にも力が入らない」と音を上げる者もいたが、市原は団長として「米すら食べられない貧乏なこの現状を理解してもらうため」と、一同を鼓舞した。私服警官たちが厳しく市原らを監視していたが、一同はなおも嘆願戦術を展開した。
一同は国会の控室での休憩中でも、カボチャ弁当で食事をとっていた。日本の中枢たる国会の控室で、百姓同然の姿でカボチャを頬張る一同は、その異様な姿でたちまちマスコミの注目の的となった。「カボチャ団体の陳情」として人々の話題にのぼり、ついには日本全国的に有名となった。「カボチャ団体の陳情団」の大見出しで、東京朝日新聞などの新聞でも何度も報道された。やがて日を追うごとに「カボチャ陳情団」の名は人々の話題にのぼり続けた。
当初は東京の人々からは、一同が「謎の集団」と見なして奇異の視線を向けられていたものの、報道によって事情が理解され、支援と同情の声が集まった。日本全国各地から、新聞社や交通専門誌に激励の声が寄せられた。一同の様子をわざわざ見に来る者、激励に訪れる者も後を絶たなかった。市原らは、世論を味方につけて陳情を成功させることを決意していた。

### 鉄道大臣・仙石貢との面会

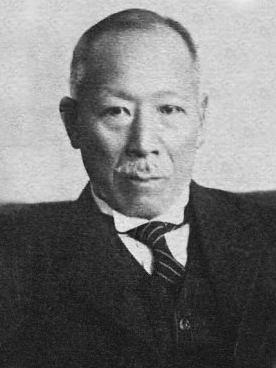
仙石貢

人々の支援の声に押される形で、当時の鉄道省の鉄道大臣である仙石貢との面会が実現した。この陳情の正念場ともいえる面会日当日の11月15日、陳情団に対し、11人もの警察官が物々しく警備し、新聞・雑誌記者が大勢詰めかけるという、大混乱の状態であった。
市原は団長として仙石の前に進み出て、「石北線が無ければ米の輸送費がかさみ、貧乏な農民はいつまでも米を食べることができない」「不便な交通のために他の物資の輸送費もかさみ、農家の経済は圧迫され続けている」「鉄道が開通さえすれば、毎日カボチャばかり食べずに済む」と、現地の貧しさ、交通の不便さ、農家の経済の圧迫を、そして鉄道開通こそがその現状からの解放であることを強く訴えた。さらに団員の1人、白滝村の代表者である老人も飛び出して、「団長の言葉の通りです。どうか、我々を助けてください! 頼みます!」と、自分たちの助けを乞うべく床に泣き伏した。他の団員たちも皆、声を殺して男泣きしていた。それほど当時の一同にとって、北海道の鉄道建設は死活問題だったのである。
異様な静けさに包まれる会議室の中で、悲痛なまでの市原らの熱意に、警官すらもらい泣きし、翌日の新聞を賑わす事態となった。
この市原らの熱意を目の当たりにして、仙石は「この場での即答はできかねるものの、工事計画を前向きに再検討する」と約束した。約2週間かけての一同の陳情が成功に至ったのである。11月22日、陳情団は東京で解団式を行ない、万歳三唱で互いの健闘を称えつつ、帰途に就いた。

## 工事再開から石北線開通まで

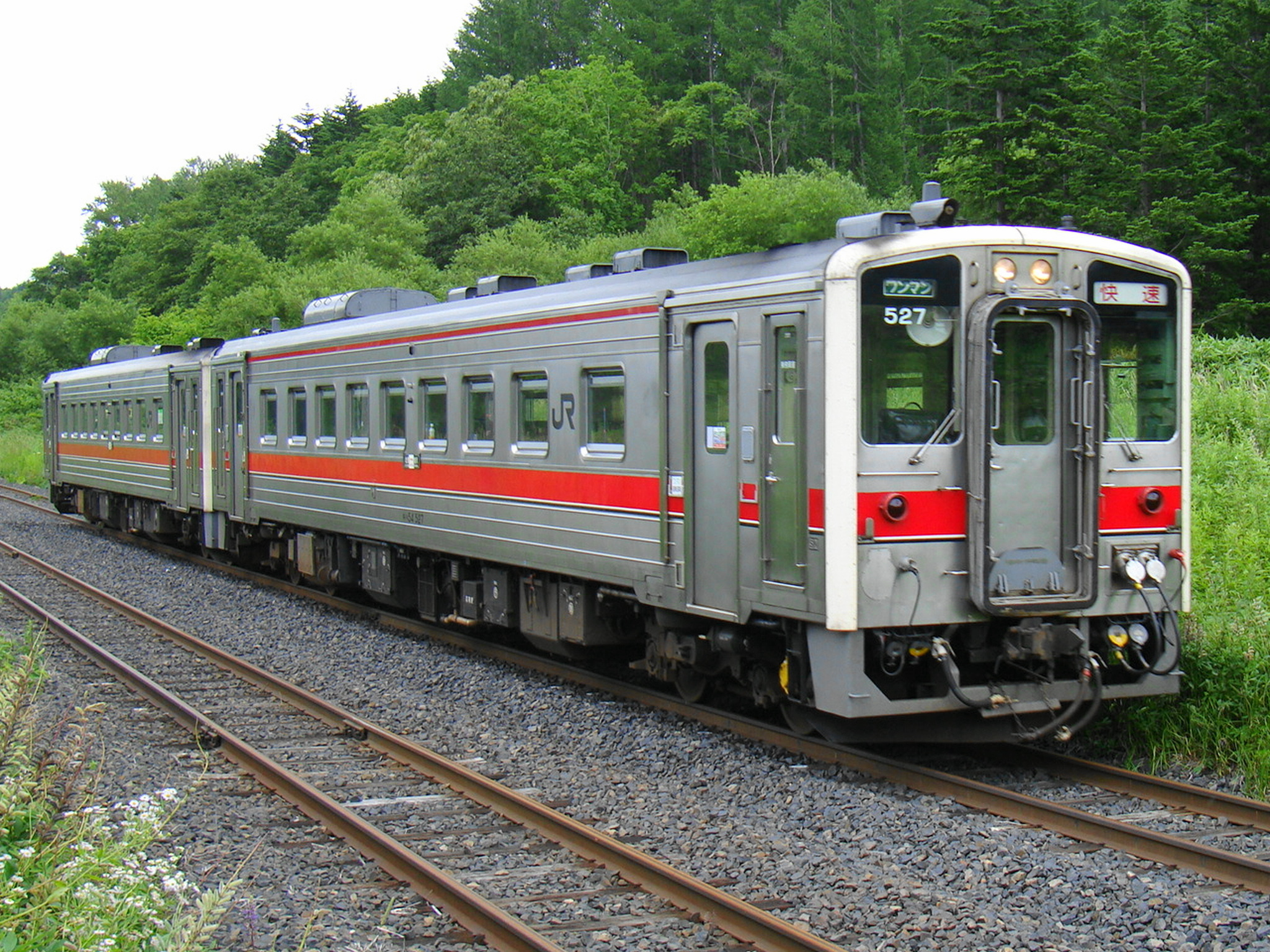
石北本線（2009年）

1925年（大正14年）9月、石北線工事の延期は撤回された。11月には工事が再開され、その2年後の昭和2年、遠軽 - 丸瀬布間の鉄道が開通した。1929年（昭和4年）には丸瀬布 - 下白滝間、下白滝間 - 白滝、上川 - 中越間と続々と開通した。
こうして工事が次々に進められる最中にも、市原は毎年、恩人である仙石貢を始めとする関係者たちにカボチャを1俵ずつ贈り、鉄道建設に対する信念を忘れさせないよう、努力を続けた。
1932年（昭和7年）、石北線最大の難所である石北トンネルの掘削と路盤工事が完成。鉄道工事再開から8年の後、石北線は全線開通に至った。
この鉄道の開通により、北海道の開拓中の僻地の貧しさは一変した。北海道の豊富な農産物や木材などが本州の消費地へ運ばれ、日本の近代化を支えることとなったのである。

## その後の活動のシンボルとして
2010年代後半には、JR北海道が単独では維持困難とする石北本線の利用促進を図るため、遠軽町で様々な動きが展開された。2018年（平成30年）1月には、遠軽出身の漫画家である安彦良和がカボチャ陳情団を描いた広告が約9千枚作成され、新聞折り込みなどで各戸に配布された。
2018年（平成30年）7月には遠軽町としての石北本線利用促進事業のロゴマークが作成された。このロゴマークには沿線地域の農産物があしらわれているが、「石」の字の部分にはカボチャ陳情団に因んで、カボチャが用いられている。